# Instituto de Investigación Aeroespacial de Corea
El Instituto de Investigación Aeroespacial de Corea (hangul: 한국항공우주연구원; hanja: 韓國航空宇宙硏究院) conocida mundialmente como KARI que es el acrónimo de Korea Aerospace Research Institute en inglés, es la agencia espacial y aeronáutica de Corea del Sur, fue fundada el 10 de octubre de 1989. 
Su financiamiento corre a cargo del Gobierno de Corea del Sur. Su función es la investigación, desarrollo y difusión de la tecnología aeroespacial y la aviación en el país. Sus instalaciones se encuentran ubicadas en Daejeon. 
Su actual director es Cho Kwang Rae, quien asumió el cargo en octubre de 2014. 

## Historia
En 1990 comenzó el desarrollo de cohetes propios, produciendo el KSR-1 y el KSR-2, de una y dos etapas.
En 1997 comenzó el desarrollo de un motor de cohete LOX/keroseno. En 2002 lanzó un cohete KSR-3 de prueba. El presupuesto de 2003 fue de 150 millones de dólares.

## Actualidad
Está desarrollando la Lanzadera Espacial de Corea, con una primera etapa basada en el cohete Angara.
Con ayuda de Rusia, está desarrollando su primer puerto espacial en Goheung, denominado Centro Espacial de Corea.
En un acuerdo con Rusia, mandará un astronauta a la Estación Espacial Internacional en 2008. Actualmente, dos astronautas surcoreanos están entrenándose en Rusia. También está desarrollando un satélite geostacionario multifuncional llamado COMS 1. 
El 4 de agosto de 2022 lanzó el Korea Pathfinder Lunar Orbiter (KPLO), conocido como Danuri, que es el primer orbitador lunar de Corea del Sur, cuyos objetivos son el desarrollo de tecnologías críticas para la exploración lunar; identificar posibles sitios de alunizaje para futuras misiones; e inspeccionar recursos lunares como hielo de agua, uranio, helio-3, silicio y aluminio.